# Джейсон Сіґел
Джейсон Джордан Сіґел (англ. Jason Jordan Segel; нар. 18 січня 1980, Лос-Анджелес, США) — американський телевізійний і кіноактор, сценарист, музикант. Відомий глядачеві за роботою з продюсером Джудом Апатов «Люблю тебе, чувак», «В прольоті», «Трошки вагітна»; «Мандри Гуллівера», а також роллю Маршалла Еріксена в американському ситкомі «Як я зустрів вашу маму».

## Біографія
Джейсон Сіґел народився в Лос-Анджелесі в родині домогосподарки Джилліан і адвоката Елвіна Дж. Сіґела, дитинство провів у передмісті Лос-Анджелеса — Пасіфік-Палісейдс. Його батько був юдеєм, а мати християнкою. Попри те, що Джейсон виховувався в релігії батька, він також відвідував приватну християнську школу святого Матвія.
Завдяки своєму високому зросту (1,93 м) у старших класах грав у баскетбольній команді, що виграла чемпіонат штату в 1996 році. Ще під час навчання в коледжі Сіґел мріяв стати професійним актором і виступав у місцевих театральних постановках Театру Палісейдс.

## Фільмографія

### Актор
- Не можу дочекатись (Can't Hardly Wait) — 1998 — Кавуновий Хлопець
- Самогубство в коледжі (Dead Man on Campus) — 1998 — Кайл
- Панк із Солт-Лейк-Сіті (SLC Punk!) — 1998
- Магістраль Нью-Джерсі (New Jersey Turnpikes) — 1999
- Наркомани і виродки (Freaks and Geeks) (серіал) — 1999—2000 — Нік Андополіс
- Північний Голлівуд (North Hollywood) — 2001
- Ледарі (Slackers) — 2002 — Сем
- Неоголошений (Undeclared)- 2001—2001 — Ерік
- 11:14 — 2003 — Леон
- Звичайно не казка (Certainly Not a Fairytale) — 2003 — Лео
- Гаррі Ґрін і Євген (Harry Green and Eugene) (серіал) — 2004 — Євген
- LolliLove — 2004 — Джейсон
- Чоловік із гарним почуттям гумору (The Good Humor Man) — 2005 — Смердючий Боб
- Бувай, Бенджамін (Bye Bye Benjamin) — 2006 — Теодор Еверест
- Трошки вагітна (Knocked Up) — 2007 — Джейсон
- В прольоті (Forgetting Sarah Marshall) — 2008 — Пітер Бреттер
- Люблю тебе, чувак (I Love You, Man) — 2009 — Сідні Файф
- Як я зустрів вашу маму (How I Met Your Mother) — 2005—2014 — Маршалл Еріксен
- Нікчемний я (Despicable Me) — 2010 — Вектор (озвучка)
- Мандри Гулівера (Gulliver's Travels) — 2010 — Гораціо
- Маппети (The Muppets) — 2011 — Гері
- Училка (Bad Teacher) — 2011 — Расселл Геттіс
- Джефф, який мешкає вдома (Jeff Who Lives at Home) — 2011 — Джефф
- Кохання по дорослому (This Is 40) — 2012 — Джейсон
- 5 років майже одружені (The Five-Year Engagement) — 2012 — Том Соломон
- Кінець світу (This Is the End) — 2013 — у ролі самого себе
- Секс-відео (Sex Tape) — 2014 — Джей
- Кінець туру (The End of the Tour) — 2015 — Девід Фостер Воллес
- Відкриття (The Discovery) 2017 — Вілл
- Єретик (Come Sunday) 2018 — Генрі
- Пізнє шоу зі Стівеном Кольбером (The Late Show with Stephen Colbert) 2018 — Джефф Деніелз (1 епізод)
- Dispatches from Elsewhere (2019) — телесеріал, головна роль
- Правдива терапія (Shrinking) 2023 — Джиммі Лейрд

### Композитор
- 1999—2000 — Наркомани і виродки (три епізоди: «Пиво і греблі», «Я з гуртом», «Мертві собаки і вчитель гімнастики»);
- 2008 — В прольоті;
- 2009 — Люблю тебе, чувак;
- 2009 — Пізнє шоу з Ґрейґом Фергюсоном;
- 2007—2010 — Як я зустрів вашу маму (5 епізодів);

### Сценарист
- 2008 — У прольоті
- 2010 — Зірковий ескорт (Get Him to the Greek)[8]
- 2011 — Маппети

### Продюсер
- 2010 — Зірковий ескорт
- 2011 — Маппети

## Нагороди
У 2000 році актора було номіновано на нагороду Молодого Артиста (Young Artist Awards) за роботу в серіалі «Наркомани і виродки».
У 2008—2009 роках було номіновано на нагороду Підліткового вибору (Teen Choice Award) за роботу у фільмах «В прольоті» і «Люблю тебе, чувак».
У 2009 році також Джейсона Сіґела було номіновано на нагороду MTV Movie Awards (номінація «Найкращий пікантний момент» за роботу у фільмі «В прольоті»).